# 24318 Vivianlee
24318 Vivianlee (tên chỉ định: 2000 AE14) là một tiểu hành tinh vành đai chính. Nó được phát hiện bởi dự án Nghiên cứu tiểu hành tinh gần Trái Đất Lincoln ở Socorro, New Mexico, ngày 3 tháng 1 năm 2000. Nó được đặt theo tên Vivian Alice Lee, an American high school student whose behavioral và social sciences project won second place ở the 2008 Giải thưởng Khoa học và Kỹ thuật Intel.